# راه‌آهن کودکان ایروان
راه‌آهن کودکان ایروان (به ارمنی: Երևանի մանկական երկաթուղի) یک خط راه‌آهن ۲.۱ کیلومتری باریک است که از دره هرازدان در ایروان، ارمنستان می‌گذرد. این راه‌آهن یکی از راه‌آهن کودکانی است که در اتحاد جماهیر شوروی وجود داشت و پس از فروپاشی آن به کار خود ادامه داد. طرح کلی و ساختمان چوبی قدیمی توسط معمار میکائیل مَزمانیان در سال ۱۹۳۷ طراحی شد. ساختمان فعلی ایستگاه اصلی توسط معماران گوار گریگوریان و بابکن سدرک هاگوپیان در اواخر دهه ۱۹۴۰ ساخته شد.
راه‌آهن در ۹ ژوئن ۱۹۳۷ افتتاح شد و تا سال ۲۰۲۴ فعال بود. این راه‌آهن امروزه دیگر به عنوان یک مؤسسه آموزشی نیست بلکه قرار بود به عنوان «راه‌آهن پارک» که توسط بزرگ‌سالان اداره می‌شود، به کار خود ادامه می‌دهد اما در ژوئیه ۲۰۲۴ تصمیم گرفته شد که این راه‌آهن برای همیشه تعطیل شود. از سال ۲۰۲۴، راه‌آهن غیر فعال است، لوکوموتیوها غیر قابل استفاده هستند و ایستگاه‌ها بسته شده‌اند.

## تاریخ
در سال ۱۹۳۵، آغاسی خانجیان، نخستین دبیر حزب کمونیست ارمنستان، پیشنهاد ساخت راه‌آهن کودکان در ایروان را داد. در دسامبر ۱۹۳۵، ساخت راه‌آهن کودکان ایروان توسط کمیته برنامه‌ریزی دولتی اتحاد جماهیر شوروی در برنامه اقتصادی سالانه برای سال ۱۹۳۶ گنجانده شد.
طبق پروژه، قرار بود که این راه‌آهن به یک پل که روی رودخانه هرازدان ساخته می‌شد، امتداد یابد و به طول ۱.۵ کیلومتر کشیده شود و به بالای یادمان نسل‌کشی به صورت یک فنیکولار برسد اما این برنامه‌ها هرگز به اجرا درنیامدند.
در ۲۲ آوریل ۱۹۳۶، در جریان سابوتنیکی در پارک شهر در ساحل چپ رودخانه هرازدان که بیش از ۱۰ هزار عضو کومسومول در آن حضور داشتند، مراسمی برگزار شد که در آن خانجیان و وزیر راه‌آهن ارمنستان بابکن آماتونی سنگ بنای ایستگاه اصلی را گذاشتند.
مهلت برای اتمام پروژه برای ۷ نوامبر ۱۹۳۷ تعیین شده بود، اما ساخت راه‌آهن چهار ماه زودتر از زمان مقرر به اتمام رسید. در ۹ ژوئیه ۱۹۳۷، قطاری متشکل از لوکوموتیو ۱۵۹-۴۳۴ که از سوی کارخانه لوهانسک لوکوموتیو اهدا شده بود و سه واگن مسافری ساخته شده در داخل کشور، برای اولین بار به حرکت درآمد. در ابتدا یک ساختمان چوبی برای ایستگاه اصلی ساخته شد، اما در اواخر دهه ۱۹۴۰ یک ساختمان جدید از توف به جای آن ساخته شد.
در مارس ۱۹۵۹، راه‌آهن دو واگن مسافری فلزی دریافت کرد. در سال ۱۹۷۱، یک لوکوموتیو دیزلی به راه‌آهن افزوده شد.
در دهه ۱۹۹۰، پس از فروپاشی اتحاد جماهیر شوروی، راه‌آهن دیگر به عنوان راه‌آهن کودکان فعالیت نمی‌کرد. این راه‌آهن توسط بزرگ‌سالان سرویس‌دهی می‌شد و تنها در تعطیلات آخر هفته که پارک تفریحی مجاور باز بود، فعالیت می‌کرد. قطار (که گاهی شامل یک واگن می‌شد) بدون توقف از ایستگاه اوراکسوتیون عبور می‌کرد و نزدیک ایستگاه پیونراکان توقف می‌کرد. از آنجایی که تقریباً هیچ‌چیز از ایستگاه باقی نمانده بود، مسافران از واگن پیاده نمی‌شدند و قطار بی توقف به ابتدای مسیر بازمی‌گشت.
در سال ۲۰۱۲، راه‌آهن قفقاز جنوبی تعمیرات زیرساخت‌های راه‌آهن را انجام داد. در آوریل ۲۰۲۴، هلدینگ روسی آر‌آی‌دی که مسئول بازسازی راه‌آهن بود، تصمیم خود را برای کنار گذاشتن این پروژه اعلام کرد و دلیل آن را عدم همکاری مقامات محلی عنوان کرد. این راه‌آهن در ژوئیه همان سال تعطیل شد.

## امکانات
راه‌آهن کودکان دارای دو ایستگاه ترمینالی - هایرنیگ (اصلی) و پیونراکان و یک ایستگاه میانه - اوراکسوتیون و همچنین یک تونل به طول ۴۵ متر است. در آخرین دهه‌های فعالیت، تنها ایستگاه هایرنیگ مورد استفاده قرار می‌گرفت. این راه‌آهن از خط آهنی با عرض ۷۵۰ میلی‌متر استفاده می‌کند. طول کل مسیر ۲.۱ کیلومتر است. دو تونل ۴۰۰ متری بلااستفاده، پارک راه‌آهن را به مرکز شهر متصل می‌کنند.
از اواسط دهه ۱۹۸۰، دستگاه‌های سیگنال‌دهی و مسدودسازی در راه‌آهن استفاده نمی‌شدند، اگرچه پایه‌های سیگنال‌های سیستم سمفور حفظ شده‌اند. به دلیل عدم وجود ریل دوم، قطار با واگن‌های خود به سمت جلو برمی‌گشت. به همین دلیل، مسیر عبوری در ایستگاه هایرنیگ تنها برای پارکینگ تجهیزات متحرک استفاده می‌شد.

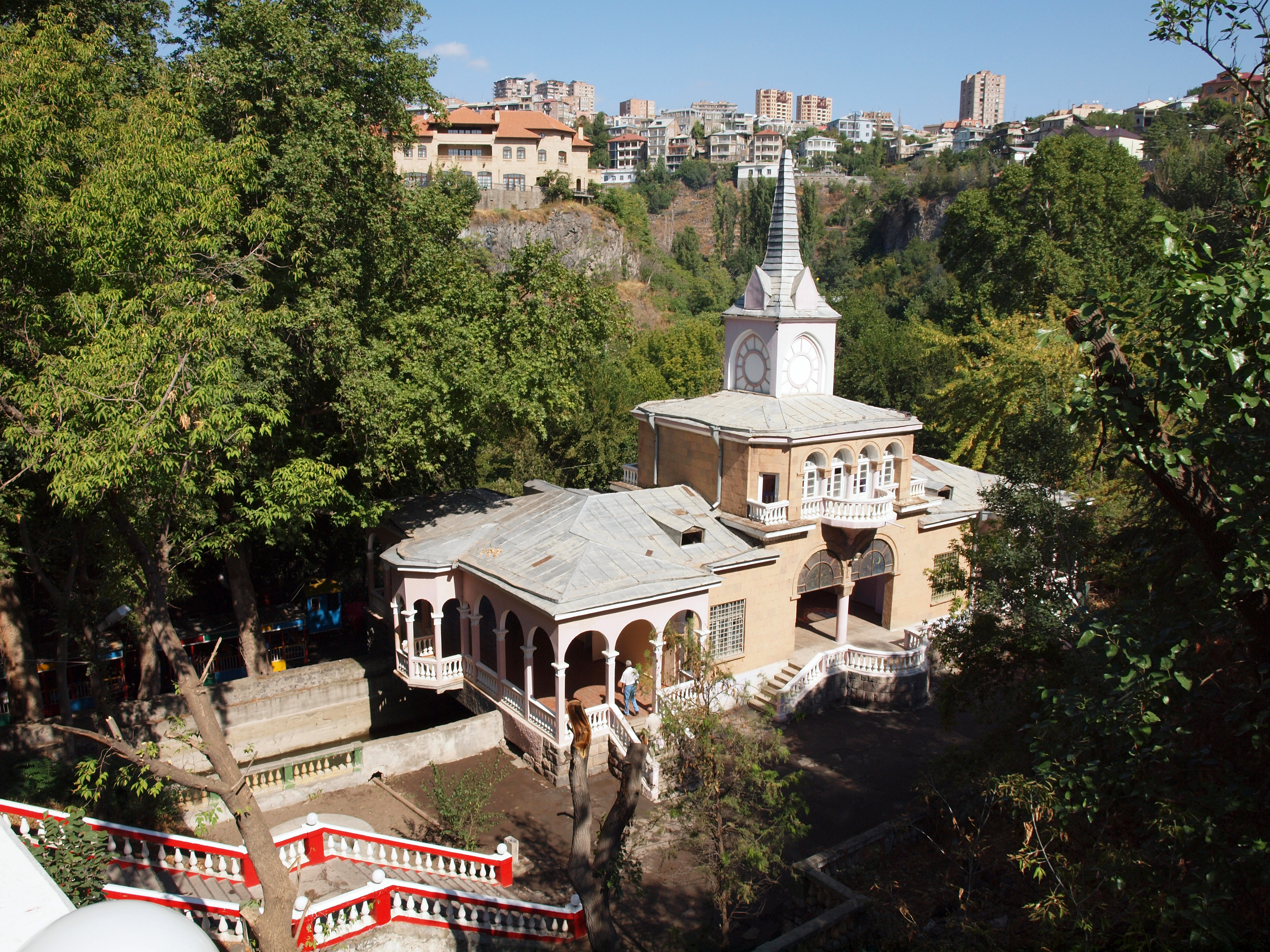
ایستگاه هایرنیگ
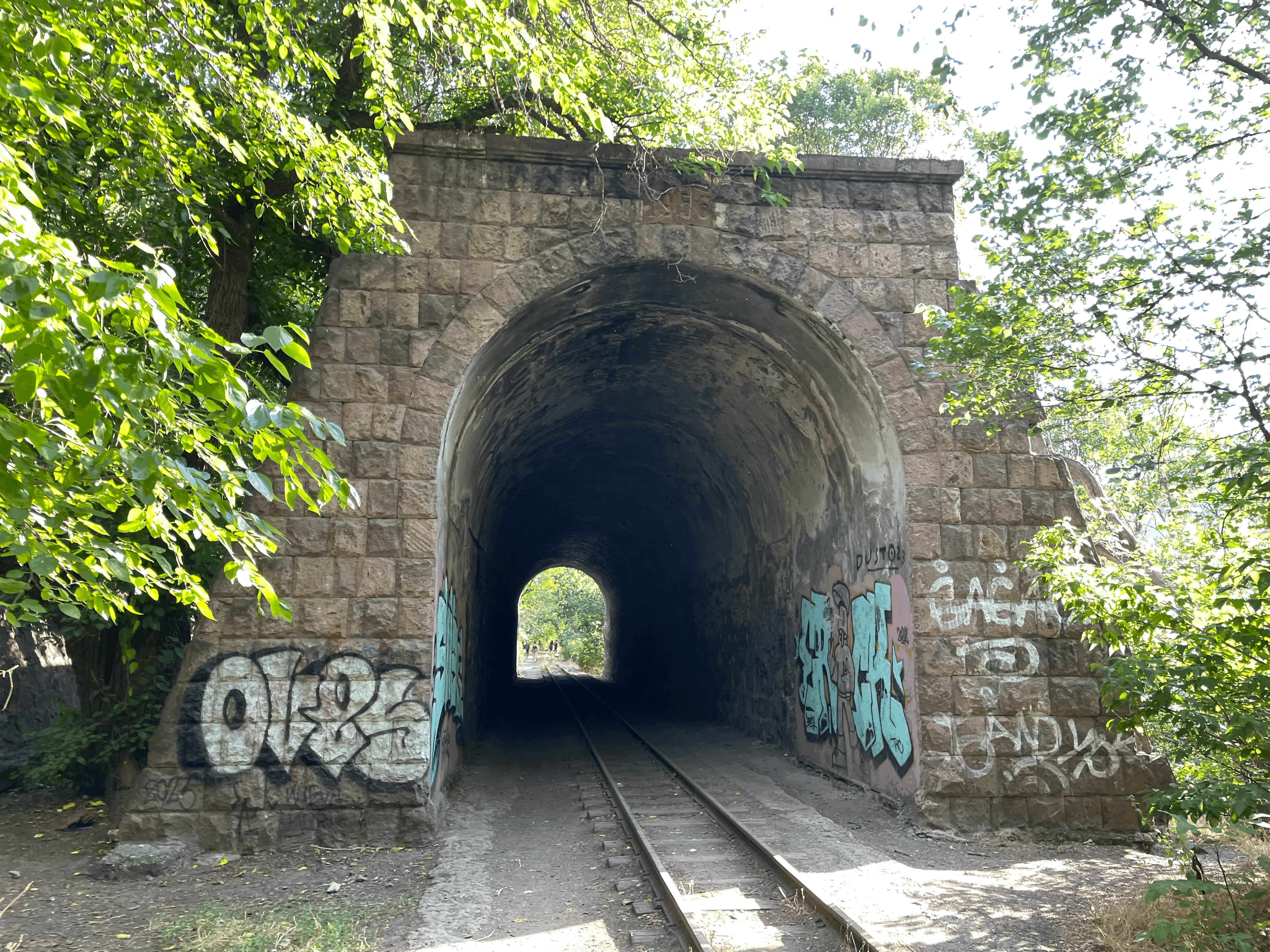
تونل تزئینی
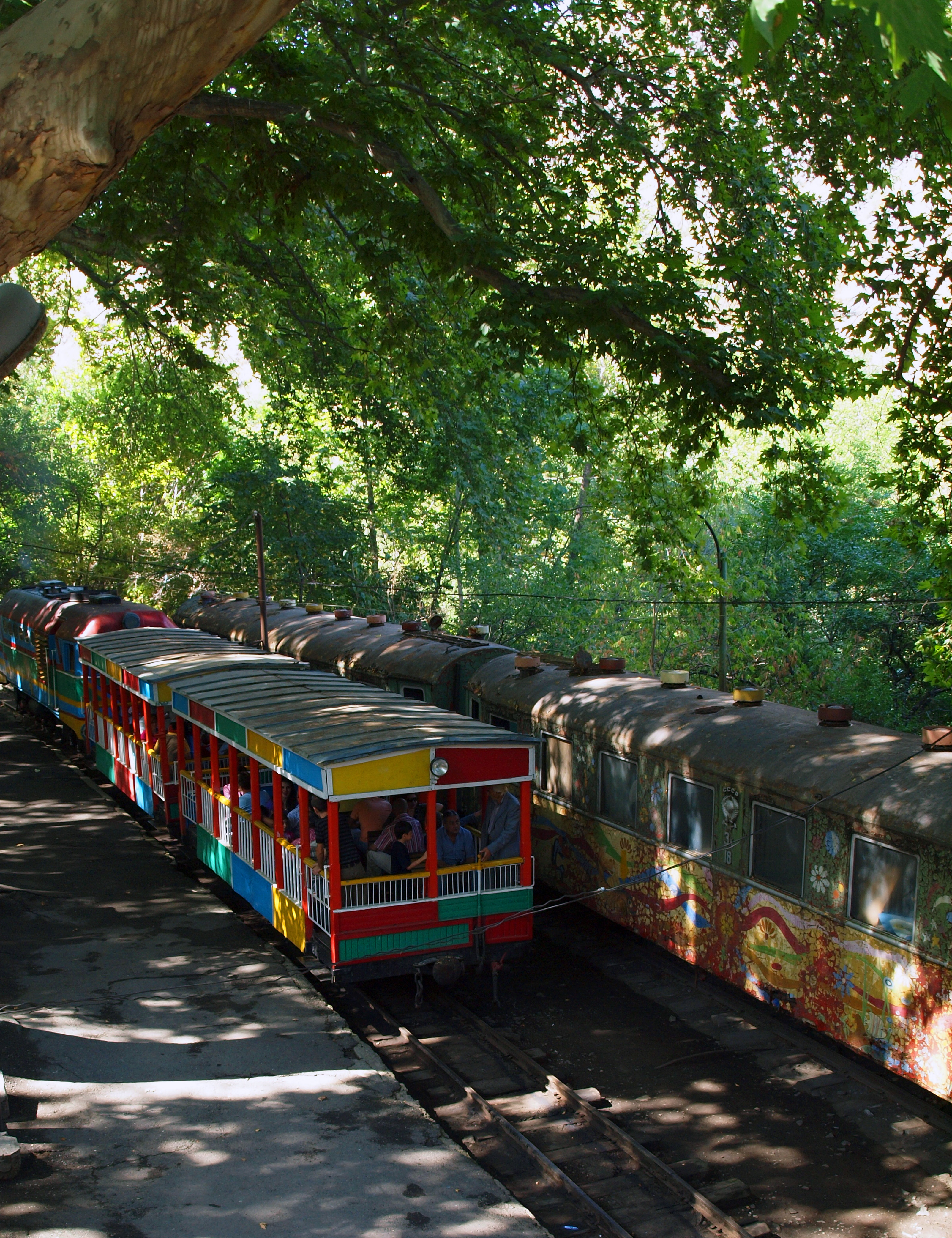
واگن‌های مسافری
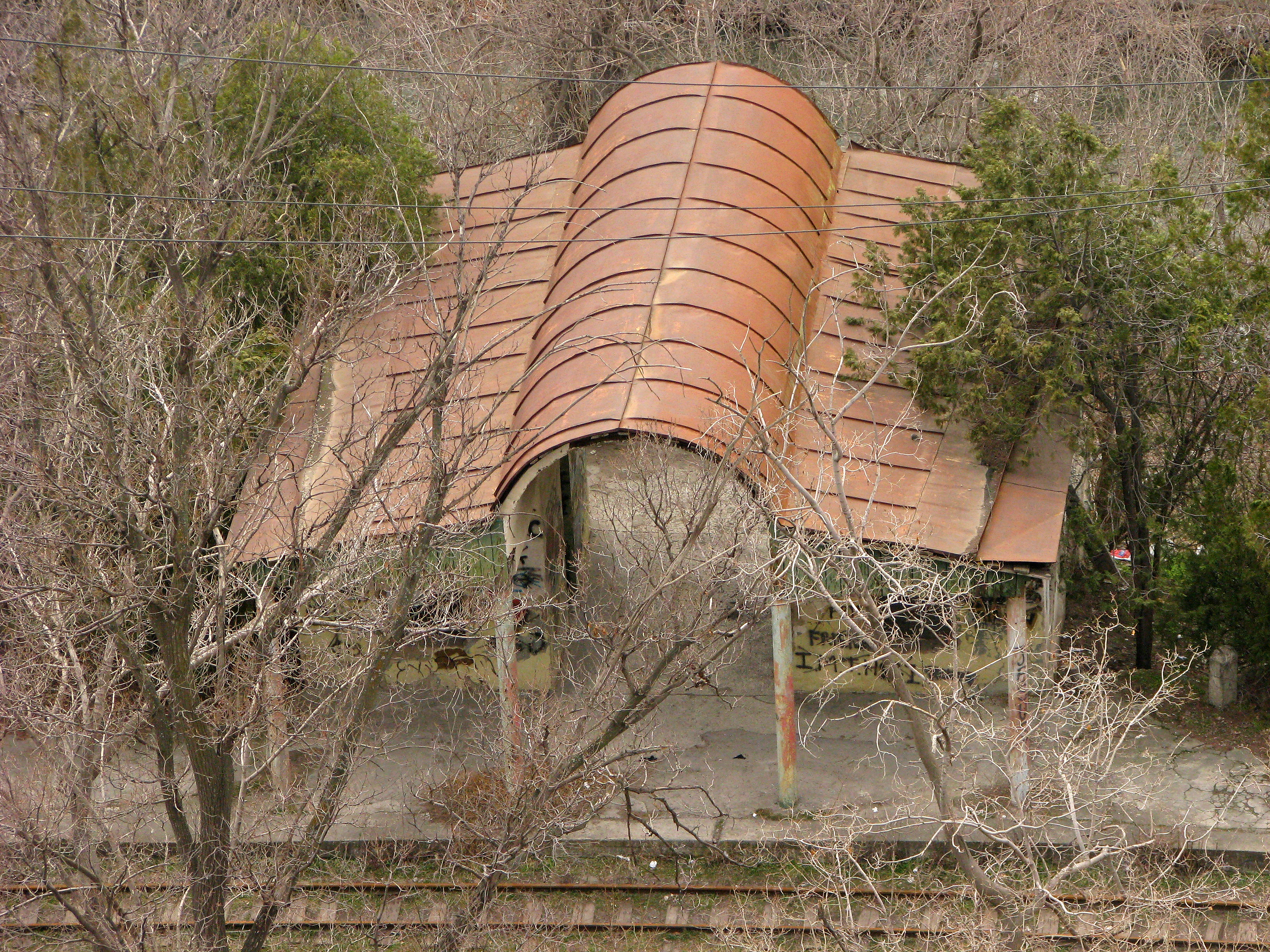
ایستگاه اوراکسوتیون
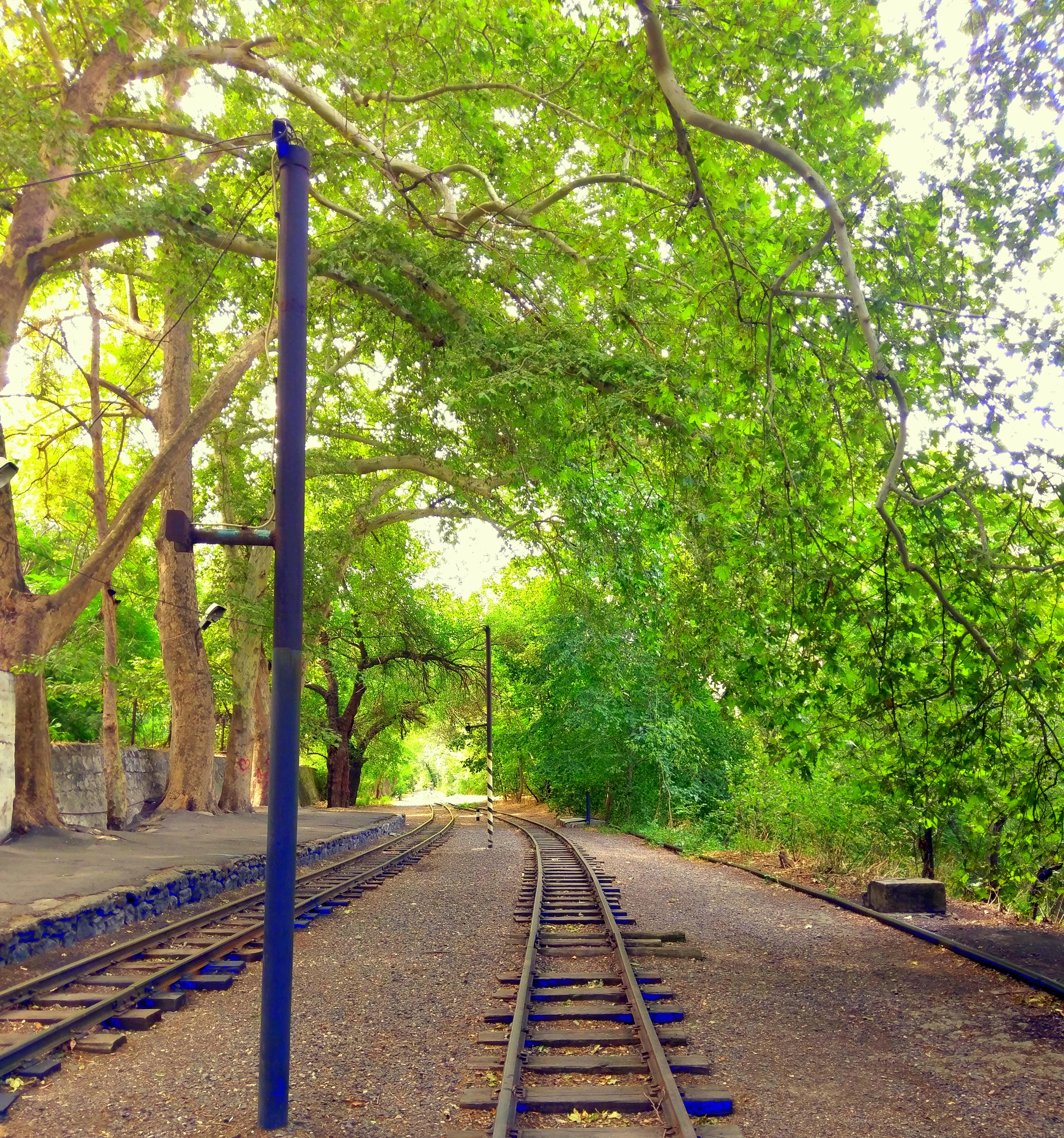
ریل‌ها
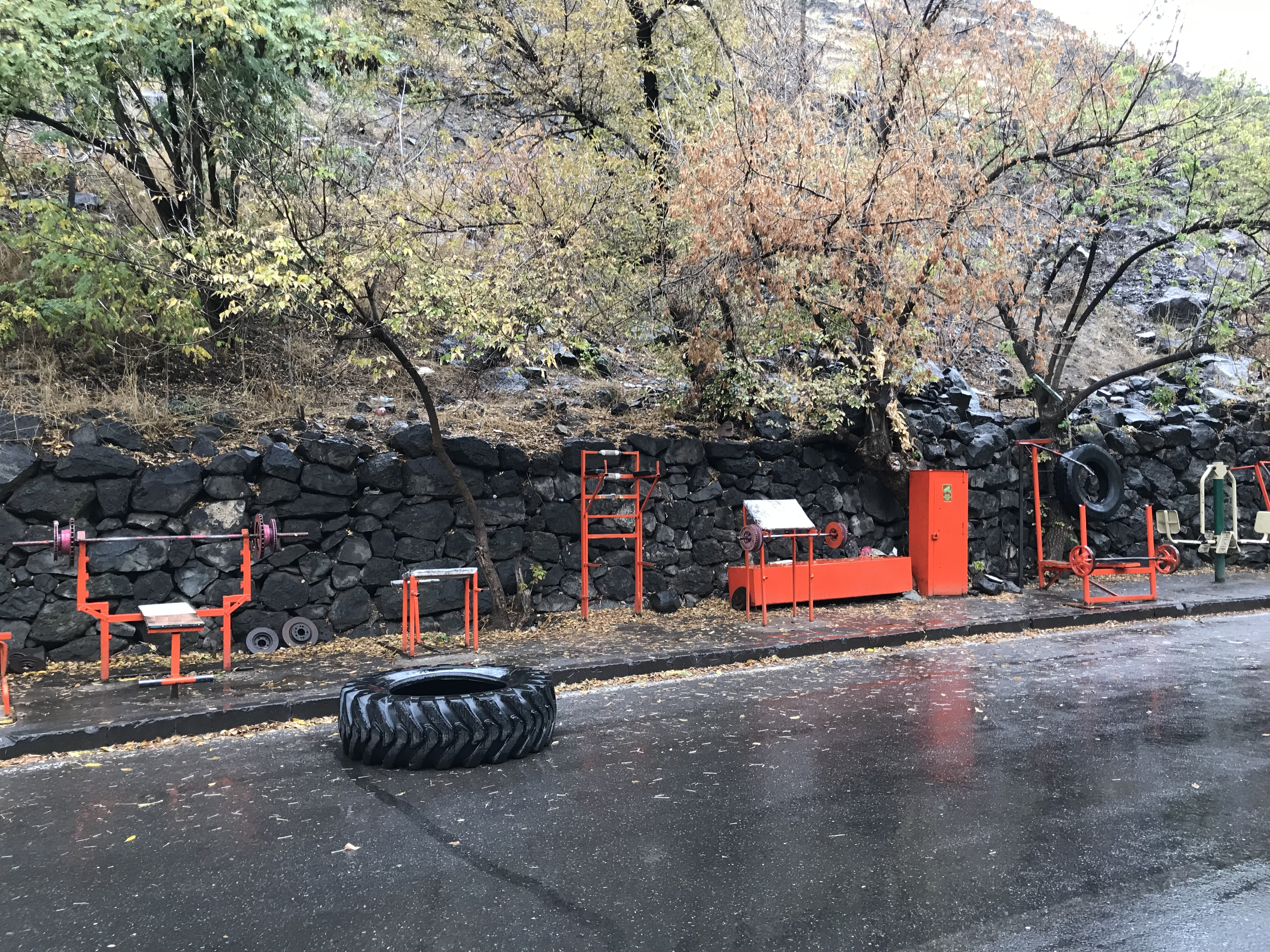
باشگاه هوای آزاد در پارک مجاور